# Princesse du Nil (série télévisée d'animation)
 (juin 2018).
Si vous disposez d'ouvrages ou d'articles de référence ou si vous connaissez des sites web de qualité traitant du thème abordé ici, merci de compléter l'article en donnant les références utiles à sa vérifiabilité et en les liant à la section « Notes et références ».
Pour les articles homonymes, voir Princesse du Nil.
Princesse du Nil est une série télévisée d’animation française d'une saison de 26 épisodes de 22 minutes, créée en 1998 et diffusée pour la première fois le 11 septembre 1999 sur la chaîne de télévision française France 2, sous le titre La Princesse du Nil.
Au Québec, elle a été diffusée à partir du 5 janvier 1999 sur Canal Famille, sous le titre La Princesse du Nil.

## Synopsis
La série met en scène la princesse Néteb, petite sœur de la reine Néfertari, épouse du pharaon Ramsès II, et son ami Mérempah, élève officier au Kep, l’école la plus prestigieuse de Memphis.

## Voix
- Soase Le Bras Boulvert : Néteb
- Olivier Jankovic : Mérempah
- Patrice Baudrier : Ramsès II (voix additionnelles)
- Julie Lefebvre : Néfertari (voix additionnelles)
- Mathieu Buscatto : Réshep
- Guillaume Orsat : Kabba et Setné (voix additionnelles)
- Gilbert Guillaud : voix additionnelles
- Gilbert Levy : voix additionnelles

## Fiche technique
- Titre original : La Princesse du Nil
- Origine :  France
- Maisons de production : 4D Marina Productions, France 2, Victory Multimediafonds
- Auteur : Marco Pagotto, Gi Pagotto, Claude Berthier
- Réalisation : Bernard Deyriès, Grégory Panaccione
- Musique : Hervé Lavandier, Alain Ranval

## Personnages

### Personnages récurrents
- Néteb : Sœur de l’épouse royale Néfertari. Elle suit des études de médecine. Dans le premier épisode, elle fait la connaissance de Mérempah, qui deviendra son compagnon fidèle tout au long de la série.
- Mérempah : Apprenti officier à la prestigieuse école du Kep. Il. Néteb et lui sont inséparables.
- Néfertari : Epouse royale, grande sœur de Néteb.
- Ramsès : Pharaon d’Égypte.
- Réshep : Deuxième prêtre d’Amon, il cherche à trahir Pharaon tout au long de la série, afin de venger l’extermination de sa famille par les Égyptiens.
- Setné : Fidèle conseiller de Pharaon.
- Kaba : Directeur du Kep.

### Autres personnages
- Zab : Chien de Néteb (zab signifie « chacal » en ancien égyptien).
- Touy : Mère de Ramsès II.
- Apep : Mage du pharaon Akhénaton. Lorsque le général Horemheb s’oppose à la tyrannie du roi et fait capturer le mage, ce dernier promulgue une malédiction. Un siècle plus tard, le vil Réshep s’empare des tablettes sur lesquelles figure la malédiction et projette de mener l’Égypte à sa perte par leur aide.
- Sennefer : Médecin et maître de Néteb. Ces funérailles constituent l’intrigue de l’épisode 11, « L’Œil Oudjat ».
- Kai : Sculpteur
- Thoutmès : Fils et apprenti du sculpteur Kai. Dans l’épisode 10, il se fait enlever par les adorateurs d’Apophis, en guise de représailles après que Kai n’eut pas consenti à sculpter la statue du dieu du Chaos.

## Liste des épisodes
- La Malédiction d’Apep

Mérempah, jeune fils d’un officier de Pharaon, sauve Ramsès II de l’attaque d’un serpent. Ramsès ramène son sauveur à Memphis et lui permet d’intégrer le Kep, l’école des officiers. Mérempah fait la connaissance de Néteb, la sœur de l'épouse royale, Nefertari. Mais très vite, de sombres événements s’enchaînent. Il s'avère que ces évènements font partie d'une malédiction lancée il y a plus d'un siècle par Apep, le mage d’Akhénaton, et qu'ils ont été orchestrés par Réshep, prêtre d'Amon-Rê, qui veut venger sa famille massacrée par les Égyptiens. La malédiction annonçait un troisième désastre, de nature inconnue, qui mènerait l'Égypte à sa perte. Néteb et Mérempah mènent l’enquête pour enrayer le complot.
- La Chair des dieux

La ville d’Ougarit, province sous contrôle égyptien, est victime de la famine. Pharaon fait envoyer la chair des Dieux, sous la protection de Mérempah, pour qu'ils puissent acheter de la nourriture aux villes voisines. Mais le prêtre d'Amon-Rê veut voler cet or pour détruire l'Égypte.
- Prisonnier des Hittites

Mérempah part en compagnie de son instructeur et d’un autre apprenti en entraînement à la frontière hittite. Mais une fois arrivés près d'un temple en ruine, les élèves et leur instructeur tombent dans une embuscade tendue par des Hittites. Au même moment, Ramsès est lui-même en territoire hittite afin d’y. Le roi hittite est-il complice du piège tendu à Mérempah et ses compagnons ?
- L'Ambassadeur

Un message des hittites parvient à Ramsès II en pleine nuit. Le roi hittite veut mettre fin à la guerre contre l'Égypte. Le prêtre d'Amon-Rê, Réshep, veut saboter la rencontre entre les deux rois. Néteb et Mérempah vont à la rencontre de l'ambassadeur mais celui-ci est enlevé par les complices du prêtre d'Amon-Rê. Eli, un jeune berger a tout vu et frôle même la mort. Il raconte tout à Mérempah et Néteb, mais les trois se retrouvent emprisonnés avec le véritable ambassadeur. Néteb parvient à les faire sortir et ils peuvent aller prévenir Pharaon au Mont Sinaï.
- Les larmes d'une princesse

Néteb doit épouser le Prince Sargon de l'Empire Babylonien pour faire perdurer la paix en Égypte. Mais le prêtre d'Amon, Preshep, a bien l'intention de se servir de la jalousie de Mérempah pour pousser ce dernier à tuer le prince pour provoquer une guerre entre les deux pays.
- Le serpent Apopis

Réshep et ses complices droguent un garde du temple de Maât, la déesse de l'harmonie. Quand la statue de Maât est enlevée de son temple, celle du serpent Apopis s'élève de son socle, signe de très mauvais augure.
- Les pilleurs de tombes

L'amulette de Nephtys est volée à la veille de festivités importantes auxquelles doit assister Pharaon. Mérempah et Néteb doivent mener l’enquête de manière discrète. Il s'avère que cette amulette sert à entrer dans la chambre funéraire de Séthi Ier.
- Révolte à Pi-Ramsès

Ramsès II est en visite à Pi-Ramsès, sur le chantier de son futur palais mais d'étranges accidents surviennent. Preshep est l'instigateur de tous ces accidents et s'en sert pour semer la discorde parmi les ouvriers du chantier avec l'aide de ses complices.
- Le Messager d’Osiris

Pharaon se fait piquer par un scorpion alors qu’Il se recueille au pied du grand Sphinx de Gizah. Par un soi-disant hasard, un médecin, Kabeknet, se trouvait justement aux alentours, et soigne le roi. Néteb le soupçonne de vouloir profiter de la reconnaissance et de la générosité de Pharaon.
- L’Image du chaos

Kai, le sculpteur royal, reçoit la visite d'un homme qui lui demande de travailler pour lui un bloc de marbre noir. Devant le refus de Kai, le mystérieux homme fait enlever le fils du sculpteur. Néteb a des doutes et mène l’enquête avec Mérempah, enquête qui les mène dans un temple abandonné dans le désert. Ce temple est celui d’Apopis, dieu du chaos.
- L’Œil Oudjat

Le médecin Sennefer, le maître de Néteb, décède. Avant de mourir, le vieux médecin confie à Néteb que sa dernière volonté est que son talisman aux vertus guérissantes, l’œil Oudjat, repose avec lui dans sa tombe. L'œil est dérobé. Pendant ce temps, Métoufher, infirmier et successeur du défunt médecin, voit sa clientèle désemplir : sans le talisman de Sennefer, les patients ne croient pas en l’efficacité son successeur.
- Les esclaves du désert

Plusieurs enlèvements de jeunes filles ont lieu en Égypte. La rumeur de marchands d'esclaves itinérants pousse Néteb à partir à la recherche des jeunes filles enlevées. Elle se fait elle-même enlever.
- La Fontaine de Ré

La reine Néfertari est empoisonnée. Ramsès, désespéré, néglige les affaires de l’état, et les Deux Terres commencent à en souffrir. Néteb retrouve un papyrus faisant mention du mal de la reine. Elle découvre l’existence d’un remède, que détient le docteur Kabour. Néteb et Mérempah parte pour la demeure du docteur, dont on raconte qu’il a sombré dans la folie. Mais ils ne sont pas les seuls à rechercher Kabour...
- Irim, le Shardane
- Le Scribe et le Sorcier

Un homme accusé de sorcellerie s’évade de prison pour demander l’aide de Néteb. Pendant ce temps, Réshep
- Les flèches de fer
- Destin de nomades
- Le Pharaon ressuscité

Lors d'une grande crue du Nil, un sarcophage royal est découvert sous les eaux et à l'intérieur se trouve un homme vivant avec une plaie importante à la tête. Quand il revient à lui, il est délirant et parle en détail du pharaon Sobek-hotep. La rumeur se répand parmi les villageois que ce pharaon est ressuscité. Pendant la nuit des villageois aperçoivent un navire de démon dans un nuage de fumée rouge, Ils réclament le sarcophage et menacent de s'en prendre aux survivants de la crue.
- Tempête sur le Nil
- Néfret

Le père de Mérempah est malade et ce dernier va lui rendre visite avec Néteb. À la forteresse, il revoit Nefret, une jeune fille qui lui a sauvé la vie étant enfant et dont il était amoureux.
- Le Testament d’Imhotep
- Balak, la petite voyante

Un « combat » de magicien se déroule à Memphis ; Mérempah et Néteb s’y rendent avec d’autres élèves du Kep. Néteb fait la connaissance de Balak, une petite fille capable de lire les lignes de la main, qui elle lui révèle de sombres événements imminents.
- La Reine du feu
- La Colère d’Amon-Rê

Mérempah accompagne un petit prince nubien dans son pays faire ses adieux à son père avant d’intégrer le Kep. En chemin, les deux apprentis disparaissent. Peu après, Ramsès et Néteb en visite à Abou Simbel sont attaqués et enlevés par des Nubiens.
- Les Turquoises d’Hathor

Néfertari part en voyage et délègue ses responsabilités à Néteb. Cette dernière doit entre autres inspecter des turquoises destinées au Temple de la déesse Hathor », mais elle est enlevée et remplacée par un sosie quasi parfait.
- La Religion des pyramides

Néteb et Mérempah attendent Ednackt, un ami d'enfance de Néteb devenu prêtre d'Amon-Rê, mais ils sont attaqués par des gardes qui les prennent pour des pilleurs de tombes. L’ami de Néteb est pourchassé par un prêtre qui l’accuse d’hérésie.